# Chumbivilcas (província)
Chumbivilcas é uma província do Peru localizada na região de Cusco. Sua capital é a cidade de Santo Tomás.

## Distritos da província
- Capacmarca
- Chamaca
- Colquemarca
- Livitaca
- Llusco
- Quiñota
- Santo Tomás
- Velille